# OLW
OLW (akronym for Old London Wasa) er en svensk virksomhed der producerer, markedsfører og sælger snacks, franske kartofler, osterejer, jordnødder og diverse dips. OLW etableredes i 1967, men det tidligere moderselskab, Wasabröd, etableredes allerede i 1919. OLW ejes siden 2005 af norske Orkla, produktionen foregår med 110 ansatte i Filipstad i Värmland, og hovedkontoret ligger i Solna i Stockholms län.
Navnet "OLW" er et akronym for Old London Wasa, et navn som opstod da OLW's tidligere ejer Wasabröd fusionerede med Borden Foods i 1967, og Bordens fabrik i New York hed Old London. Allerede i 1973 opgav man navnet og virksomheden hedder bare OLW derefter. Siden 2009 har OLW bygget sin markedføring på ordet fredagsmys (fredagshygge), et ord som længe har været anvendt på svensk.